# Leucoptera aceris
Leucoptera aceris är en fjärilsart som beskrevs av Fuchs 1903. Leucoptera aceris ingår i släktet Leucoptera och familjen rullvingemalar. Inga underarter finns listade i Catalogue of Life.